# Jack, blănoșii și criceliții
Jack, blănoșii și criceliții este al patrulea episod al serialului de desene animate Samurai Jack.

## Subiect
Jack pregătește o capcană: face un laț din liane, pune un morcov în mijloc și se ascunde într-un tufiș așteptând să apară vreo sălbăticiune. Curând, un mistreț se apropie curios și adulmecă morcovul, însă deodată pământul se zguduie și se aude un muget care sperie atât mistrețul, cât și pe Jack. Dintre tufe iși face apariția un patruped blănos, mare și rotofei, fugind de mama focului, iar pe urmele lui, alți trei blănoși, dar călăriți de trei indivizi pitici și albaștri. Blănosul fugărit calcă în laț și îl târăște pe Jack după el, căci Jack își legase celălalt capăt al funiei de propriul picior. Jack se cațără pe blănos și îl oprește din alergare, împiedicându-i picioarele.
Piticii albaștrii descalecă și îl electrocutează pe blănos, îi mulțumesc lui Jack că l-a prins, dar cu aroganță, iar apoi îl invită la masă în satul lor. Pe drum îi povestesc istoria poporului lor. Strămoșii lor s-au stabilit în zonă în urmă cu mai multe decenii, au cultivat pământul și au îmblânzit bestiile blănoase care le puneau în pericol existența. Dar satul lăudat de piticul povestitor nu arată deloc prosper, căci toate clădirile sunt părăginite, deși atestă măreția de odinioară.
Blănoșii sunt folosiți ca animale de povară și îndemnați cu șocuri electrice. Blănosul care evadase este închis într-o celulă. O dată cu lăsarea serii, începe ospățul și piticii albaștri își dau în vileag viciile. Doi blănoși sunt forțați prin electroșocuri să execute numere de circ și sunt pedepsiți când greșesc.
Jack se miră că asemenea clădiri uriașe au fost construite de către un asemenea popor de pitici. Îi spune blănosului închis câteva vorbe de mângâiere, iar acesta îi cere ajutorul. Jack abia apucă să se mire că blănosul putea vorbi, căci apar piticii și îl îndepărtează, avertizându-l că bestiile sunt înșelătoare. Prizonierul este pedepsit prin electrocutare.
Noaptea, Jack are un vis. Se făcea că se furișa prin pădure, se lupta cu niște creaturi și ajungea la un blănos înlănțuit prin intermediul unui glob electric, care îi cere ajutorul. Jack sparge globul și blănosul se ridică în două picioare, eliberat.
Intrigat de vis, Jack îl eliberează pe blănosul prizonier, care îl conduce către țarcul unde erau ținuți ceilalți blănoși peste noapte. În mijlocul țarcului se găsește cel mai bătrân blănos, semipietrificat, care îi povestește lui Jack istoria poporului lor. Din cele mai vechi timpuri, ei trăiau fericiți în prosperitate, din cultivarea pământului, fără tehnologie. Apoi au venit criceliții, acești pitici albaștri, cu niște nave spațiale, și i-au cucerit, înrobindu-i cu ajutorul unui glob electric, ca în visul lui Jack.
Jack se hotărăște să-i ajute să-și redobândească libertatea. Globul electric se află în vârful unui turn în jurul căruia dorm criceliții. Jack se cațără pe turn, dar blănosul pe care-l scosese din celulă îi trezește din greșeală pe criceliți. Jack îi sparge cu sabia zgarda electrică invizibilă, blănosul se ridică în două picioare (ca în visul lui Jack) și amândoi se iau la luptă cu criceliții. Blănosul escaladează turnul cu Jack în spate, apărându-l, și distruge globul. Ceilalți blănoși sunt astfel eliberați de zgardele lor și îi alungă pe criceliți înapoi în spațiu.
Blănosul semipietrificat îi mulțumește lui Jack și îl îndrumă spre nord, către un loc magic unde Jack și-ar putea împlini destinul.